# باشگاه ورزشی کاوالی
باشگاه ورزشی کاوالی یک باشگاه فوتبال حرفه‌ای مستقر در لئوگن، هائیتی است که در حال حاضر در لیگ هائیتی بازی می‌کند.

## افتخارات
- لیگ هائیتی: ۱
- جام باشگاه‌های کارائیب: ۱